# لوسيتية
اللوسيتية (الاسم العلمي: Lecythidaceae) هي فصيلة من النباتات تتبع رتبة الخلنجيات من طائفة ثنائيات الفلقة.

## التصنيف
- اللوسيتاوات
  - اللوسيتاوية
    - اللوسيت